# Парень мечты
«Парень мечты» (англ. Dream Boy) — драма 2008 года режиссёра Джеймса Болтона по одноимённому роману Джима Гримсли о гомофобии и нетерпимости в сельском районе американского Юга. В картине также затрагивается проблема сексуального насилия в небольших семьях. Первый раз фильм демонстрировался на Берлинале в 2008 году.

## Сюжет
Действие фильма происходит в 1970-х годах в Луизиане. В попытке избежать распада, семья 15-летнего застенчивого Натана переезжает из города в сельскую местность. Здесь парень знакомится с харизматичным работягой, 17-летним водителем автобуса по имени Рой. Между ними завязывается сначала дружба, но вскоре сильная эмоциональная связь переходит в физическое притяжение, которое нужно скрывать от окружающих. Зловещий тон повествования устанавливается в самом начале фильма: с раннего детства Натан подвергался насилию и унижению со стороны своего жестокого, хотя и очень набожного, отца-педофила. Однажды Натан и Рой с двумя своими приятелями отправились в поход с палатками. Глубоко в лесу они находят заброшенный дом, погружённый в легенды о призраках. Здесь друзья Роя становятся свидетелями его интимной близости с Натаном. В результате насилия и жестокого убийства Натан погибает, но возвращается уже, как ангел.

## В ролях
- Стефан Бендер — Натан
- Максимиллиан Роуг — Рой
- Рэнди Вейн — Бёрк
- Оуэн Бекман — Рэнди
- Томас Джей Райан — отец Натана
- Дайана Скаруид — мать Натана
- Руни Мара — Эвелин